# Franz Schädle
Franz Schädle, född 19 november 1906 i Westerheim, död 1 maj 1945 i Berlin, var en tysk SS-Obersturmbannführer. Han var chef för Adolf Hitlers eskortkommando, Führerbegleitkommando, från januari till maj 1945.

## Biografi
Schädle var utbildad byggnadstekniker. År 1930 inträdde han i NSDAP och SS. Den 29 februari 1932 bildade Heinrich Himmler SS-Begleitkommando, som skulle ansvara för Führerns personliga skydd. Bland de åtta ursprungliga medlemmarna återfanns bland andra Schädle, Erich Kempka och Bruno Gesche. Gesche, som hade varit livvaktsstyrkans chef sedan 1934, avskedades i januari 1945 och ersattes med Schädle.
Den 28 april 1945, under slaget om Berlin, sårades Schädle i ena benet av granatsplitter. Han befann sig i Führerbunkern, när Adolf Hitler och Eva Braun begick självmord den 30 april. Enligt Otto Günsche, Hitlers adjutant, var Schädle en av de personer som bar upp Hitlers döda kropp ur bunkern. Schädle sköt sig dagen därpå, den 1 maj, för att undgå att hamna i Röda arméns händer.

## Filmatiseringar
I Undergången från 2004 porträtteras Franz Schädle av Igor Bubenchikov.